# Miradouro da Serra da Ribeirinha
O Miradouro da Serra da Ribeirinha é um miradouro português localizado em plena Serra da Ribeirinha, e que oferece uma vista sobre praticamente todo o sul da Ilha Terceira.
Estende a vista sobre a freguesia da Ribeirinha, Ilhéus das Cabras, Monte Brasil, cidade de Angra do Heroísmo, Serra do Morião.

## Referência
- Junta de Freguesia da Ribeirinha.